# Aristolochia maxima
Aristolochia maxima es una especie de planta herbácea perteneciente a la familia Aristolochiaceae. Es la especie más común en Centroamérica. Se puede reconocer por sus hojas glabras y oblongas con bases truncadas y por sus inflorescencias ramificadas y a veces dispuestas en la base de la planta. La cápsula se asemeja a la de Aristolochia constricta.

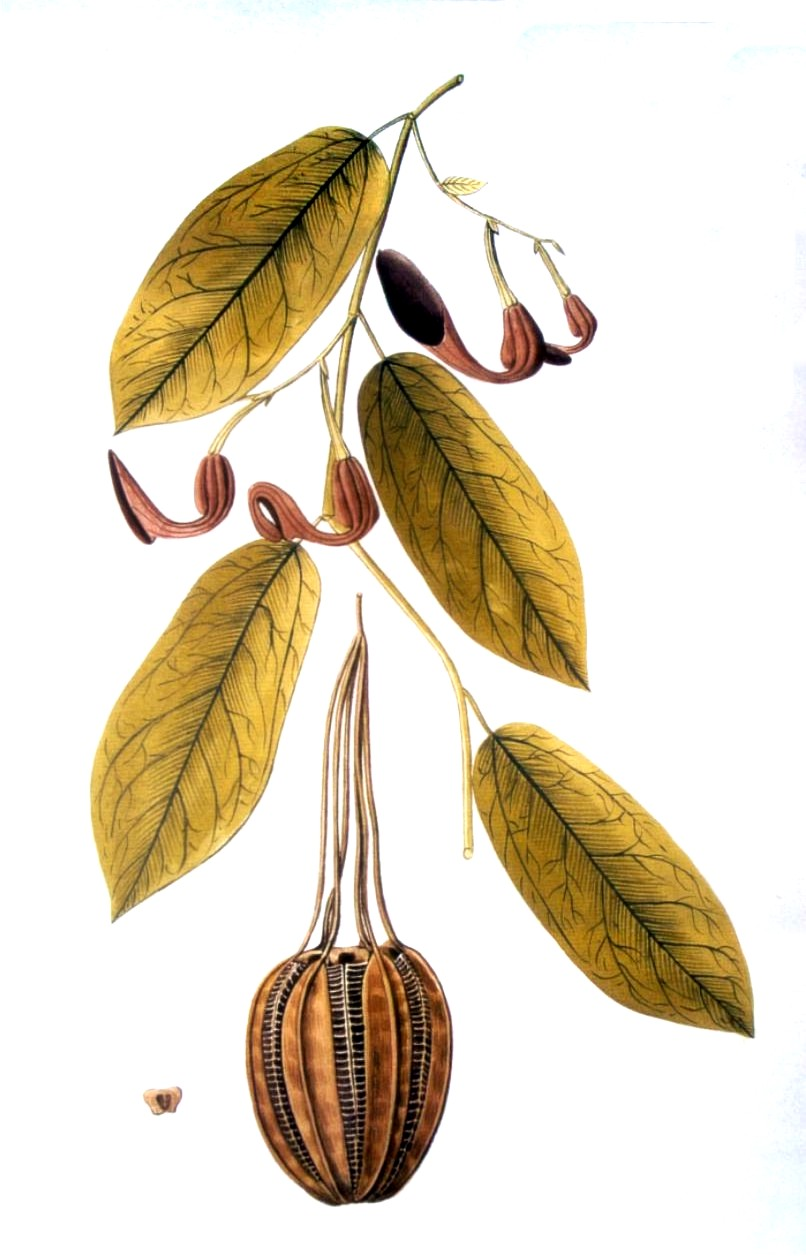
Ilustración

## Características
Son lianas, tallos maduros con la corteza acostillada y suberosa, tallos jóvenes glabrescentes. Hojas ovadas a oblongas, 6–16 cm de largo y 2.5–7 cm de ancho, ápice obtuso a apiculado, base truncada a ligeramente cordada, haz glabra, envés glabrescente; pseudoestípulas ausentes. Flores en cimas ramificadas, axilares o dispuestas en la base de la planta, bracteoladas, moradas; utrículo ovoide, 2.5 cm de largo, tubo doblado, 1–2 cm de largo, limbo unilabiado, ovado, expandiéndose desde el tubo, 2–4 cm de largo. Cápsula ovoide, colgante, 8–12 cm de largo y 5–8 cm de ancho, septos persistentes semejantes a membranas conectando las valvas después de la dehiscencia; semillas triangulares, aladas.

## Distribución y hábitat
Especie común, se encuentra en matorrales y bosques a lo largo de ambas costas; a una altitud de 100–900 metros; fl sep–oct y ene–mar, fr durante todo el año; desde México hasta el norte de Sudamérica. 
Es una especie común, que se encuentra en bosques caducos, zonas alteradas y matorrales húmedos en la zona pacífica; a una altitud de 100–700 metros, fl y fr durante todo el año; desde Guatemala al norte de Sudamérica.

## Taxonomía
Aristolochia maxima fue descrita por Nikolaus Joseph von Jacquin   y publicado en Enumeratio Systematica Plantarum, quas in insulis Caribaeis 30. 1760.
Etimología
Aristolochia: nombre genérico que deriva de las palabras griegas aristos ( άριστος ) = "que es útil" y locheia ( λοχεία ) = "nacimiento", por su antiguo uso como ayuda en los partos.  Sin embargo, según Cicerón, la planta lleva el nombre de un tal "Aristolochos", que a partir de un sueño, había aprendido a utilizarla como un antídoto para las mordeduras de serpiente.

La aristoloquia se llamó ansí por parecer que a las mujeres socorría en el parto........La redonda tiene virtud contra todas las otras ponzoñas; mas la luenga resiste el daño de las serpientes y de cualquier veneno mortífero si se bebe una dracma della con vino y se aplica también por de fuera. Bebida con pimienta y con mirra expele el menstruo, las pares y la criatura del vientre; y lo mismo hace metida en la natura de la mujer. Pedacio Dioscórides Anazarbeo, acerca de la Materia Medicinal y de los venenos mortíferos. Andrés Laguna. 1566, Salamanca.

maxima:, epíteto latino que significa "la más grande".
Sinonimia
- Aristolochia biflora Willd. ex Duch.
- Aristolochia geminiflora Kunth
- Aristolochia maxima var. angustifolia Duch.
- Aristolochia maxima var. geminiflora (Kunth) Duch.
- Aristolochia mexicana D.Dietr.
- Aristolochia oblongifolia Brandegee
- Aristolochia reticulata Holton ex Duch.
- Aristolochia sprucei Hoehne
- Howardia gollmeri Klotzsch
- Howardia golmerii Klotzsch
- Howardia hoffmannii Klotzsch
- Howardia maxima (Jacq.) Klotzsch[8]